# Бедовый (эсминец, 1955)
Эскадренный миноносец «Бедовый» — первый корабль проекта 56-ЭМ (все остальные корабли вышли под проектом 56-М), также известного как тип «Бедовый» (код НАТО — «Kildin»). ЭМ «Бедовый» стал был первым в мире кораблём, вооружённым противокорабельным ракетным оружием. Впоследствии «Бедовый» был модернизирован по проекту 56-У.

## История
30 сентября 1952 года ЭМ «Бедовый» был зачислен в списки кораблей ВМФ, и 1 декабря 1953 года, под заводским номером 1204, заложен на заводе №445 (Николаев) по проекту 56; достраивался по проекту 56-ЭМ. 31 июля 1955 года «Бедовый» был спущен на воду. Однако, в строй вступил только  30 июня 1958 года. В том же году, 30 июля, ЭМ «Бедовый» был включен в состав Краснознамённого Черноморского флота (КЧФ).
19 мая 1966 года ЭМ «Бедовый» был переклассификации в Большой ракетный корабль (БРК), 26 января 1973 года — в Большой противолодочный корабль (БПК), и 26 июня 1977 года снова возвращен в класс БРК.
В период с 7 октября 1970 года по 15 июля 1971 года БРК «Бедовый» выполнял боевые задачи по оказанию помощи вооруженным силам Египта. 
В период с 18 июля 1972 года по 25 января 1974 года «Бедовый» был модернизирован на «Севморзаводе» (Севастополь) по проекту 56-У. Впоследствии, с 23 апреля 1981 года по 14 мая 1984 года там же он прошёл капитальный ремонт.
После модернизации 1974 года «Бедовый» проходил службу в Средиземном море в составе 5-й Средиземноморской оперативной эскадры, где осуществлял наблюдения за авианосцами «Франклин Д. Рузвельт» (типа «Мидуэй»), «Форрестол» и «Саратога» (типа «Форрестол»).
30 августа 1974 года «Бедовый», вместе с ЭМ «Сознательный», БПК «Комсомолец Украины» и спасательным судном «Бештау», принимал участие в мероприятиях по спасению БПК «Отважный» в Чёрном море.
С 10 по 21 апреля 1975 года «Бедовый» принимал участие в учениях «Океан-75». 15 мая — 13 июня 1984 года принимал участие в учениях «Океан-84», проходивших в Средиземном море (тема учений: «Разгром АМГ противника ОС РУС во взаимодействии с МРА ВВС ЧФ»). В учениях так же принимали участие КРУ «Жданов», БПК «Комсомолец Украины», «Сдержанный», «Стройный», «Удалой», эсминцы «Находчивый», «Сознательный», БРК «Неуловимый», СКР «Сильный», «Дружный», «Волк», малые ракетные корабли (МРК) «Зарница», ПЛ К-298, разведывательный корабль «Кильдин», танкер «Десна» и др.
25 апреля 1989 года «Бедовый» был разоружён и исключён из состава ВМФ в связи с передачей в ОФИ для демонтажа и реализации. 5 августа того же года он был продан частной турецкой фирме для разделки на металл.

## Вооружение
Согласно проекту 56-ЭМ, на «Бедовом» стояли:
- Две пусковых установки СМ-59, для пуска ракет КСЩ (Корабельный снаряд «Щука»), с системой управления СУ «Кипарис-56М»;
- Четыре четырёхствольных 45-мм автомата СМ-20-ЗИФ[3];
- Два двутрубных 533-мм торпедных аппарата (ТА);
- Две реактивные бомбомётные установки РБУ-2500 (под РГБ-25 снаряд; 128 шт.).

После модернизации по проекту 56-У, признанные устаревшими комплексы КСЩ, были заменены на две автоматические 76-мм установки АК-726 и четыре Противокорабельных ракетных комплекса (ПКРК) для П-15М «Термит» (код НАТО — SS-N-2 Styx).

## Командиры
- 1976-1978 - капитан-лейтенант Нягу.
- 1984—1988 — капитан 3 ранга Смирнов Сергей Витальевич [уточнить].